# Ричард Робартс
Ричард Робартс (на английски: Richard Robarts) е бивш британски автомобилен състезател, пилот от Формула 1. Роден на 22 септември 1944 г. в Байкнесри, Великобритания.

## Формула 1
Ричард Робартс прави своя дебют във Формула 1 в Голямата награда на Аржентина през 1974 г. В световния шампионат записва 4 състезания като не успява да спечели точки, състезава се за отборите на Брабам и Уилямс.